# مفنورکس
مفنورکس (انگلیسی: Mefenorex) که با نام‌های روندیمن (Rondimen), پوندینیل (Pondinil) و آنکسات (Anexate) نیز خوانده می‌شود نوعی داروی محرک است که پیش تر به عنوان یک داروی سرکوب کننده اشتها کاربرد داشت. این دارو یکی از مشتقات آمفتامین است که در اوایل دهه ۱۹۷۰ معرفی شد و برای درمان چاقی به کار می‌رفت. این دارو در بدن، آمفتامین را به عنوان یک متابولیت تولید می‌کند. به دلیل اثرات محرک و خطر بالقوه سوء مصرف این دارو، در اکثر کشورها مفنورکس از بازار جمع‌آوری گردیده است.